# ソジェーの国旗
ソジェー共和国の国旗（ソジェーきょうわこくのこっき）について解説する。
ベルギーの国旗と類似しているが、黄色と赤の色が逆である。また。真ん中には、ソジェーの国章と見られる紋章がある。紋章を含めると全部で6色。